# Масти у исхрани
Масти у исхрани су неопходан нутријент током целог човековог живота, које осим што побољшавају укус хране, представљају концентровани извор и резервоар енергије, градивне јединице свих ткива и мембрана, растварач и преносилац липосолубилних витамина, извор есенцијалних масних киселина (ЕМК) и њихових дуголанчаних деривата, сигнални молекули у бројним физиолошким процесима, као и значајни регулатори генске експресије. Осим искључиво енергетске улоге, зна се да је и њихов квалитет у храни изузетно важнa детерминатa раста и развоја, и здравља у целини.

## Врсте и значај
Масти обухватају групу поларних и неполарних једињења, укључујући:
- триглицериде (ТГ),
- диглицериде,
- моноглицериде,
- масне киселине,
- фосфолипиде,
- стероле.

У исхрани, масти доприносе укусу, текстури и енергетском садржају хране. У телу, масти имају многе улоге, укључујући:
- извор лако доступне и ускладиштене енергије,
- структурну и функционалну компоненту свих ћелијских мембрана
- прекурсоре за еикозаноиде и ћелијске сигналне молекуле,
- помажу у апсорпцији витамина растворљивих у масти
- а имају и друге компоненте хране.

## Физичко-хемијска својства
У физичко-хемијском смислу, масти су, изузимајући кратколанчане и средњоланчане триглицериде, нерастворљиве су у води, те се њихов пренос кроз организам обавља протеинским носачима (посредством липопротеинских партикула).
Масти се у храни налазе углавном у облику:
- триглицерида (95-98%),
- холестерида,
- фосфолипида.

Основна структурна јединица масти су масне киселине (акроним МК), 
- карбоксилне киселине правог угљоводоничног ланца, које могу бити засићене и једноструко или вишеструко незасићене,
- кратколанчане (≤6С), средњоланчане (8-12С) и дуголанчане (≥ 14С), према броју угљеникових (С) атома.

Дужина угљоводоничног ланца, као и број и оријентација незасићених веза утичу на хемијске и физичке особине масних киселина, што одређују њихову метатаболичку судбину.
Масти се по правилу не растварају у води, већ у органским растварачима. Многи различити облици масти се јављају у људском телу и у храни. Највиша заступљеност масти у телу се налази у масном ткиву, када представљају непресушан извор енергије, али и фактор терморегулације и механичке изолације и заштите органа и појединих сегмената тела. Уз друга хемијска једињења, липиди су саставни део ћелије мембране и беле мождане материје. Поред тога, јављају се као стероиди у жучним солима, полним хормонима и другим супстанцама. 

### Засићене незасићене и транс масти
Разлика између масти у исхрани лежи у њиховој хемијској структури. Све масти се састоје од ланца атома угљеника који су повезани - или везани - за атоме водоника.

#### Засићене масти
У засићеним мастима, атоми угљеника су потпуно прекривени, или "засићени", атомима водоника. То их чини чврстим на собној температури.
Исхрана богата засићеним мастима може повећати  укупни холестерол и преокренути равнотежу ка штетнијем ЛДЛ холестеролу, што може довести до зачепљења артерија у  срцу и другим деловима  тела јер ЛДЛ холестерол повећава ризик од срчаних обољења.

#### Незасићене масти
У незасићеним мастима, мање атома водоника је везано за атоме угљеника. Ове масти су течне на собној температури.
Незасићене масти долазе углавном из поврћа, орашастих плодова и рибе. Пошто су ове масти добре за срце и остатак тела, стручњаци препоручују да се једу уместо засићених и транс масти.

#### Транс масти
Мале количине транс масти се природно налазе у намирницама животињског порекла као што су месо и млеко. Али већина транс масти се производи у индустријском процесу. Компаније додају водоник течним биљним уљима да би била чврста на собној температури, тако да храна траје дуже. Такође им даје задовољавајући укус и текстуру.
Транс масти могу имати добар укус, али нису добре за ворганизам човека. Ова нездрава врста масти подиже ниво ЛДЛ холестерола, због чега постоји већа вероватноћа од срчане болести, можданог удара и дијабетес типа 2. Такође снижава "добар" ХДЛ холестерол. Америчко удружење за срце препоручује да се не уноси више од 1% дневних калорија из транс масти. Нека места су потпуно забранила употребу транс масти.

## Масти као храна
Масти су у изобиљу присутне у исхрани Северноамериканаца и сви извори хране садрже низ различитих масних киселина. Главни извор СФА су животињске масти и пржени и пекарски производи. Олеинска киселина чини >90% дијететских мононезасићених масних киселина (МУФА) које потичу из маслиновог уља, уља из новијих високо МУФА сорти репице, соје и сунцокрета и животињских масти (40% МУФА). Главни извор полинезасићена маст су биљна и семенска уља, ораси и прехрамбени производи направљени од њих. Дуголанчане н–3 полинезасићених масти у исхрани су првенствено из рибе и друге морске хране.
Већина транс масти у исхрани је настала делимичном хидрогенизацијом биљних уља. Мали део транс масти потиче од производа животињског порекла преживара, као што су млеко и месо. Међутим, негативне здравствене импликације нису доказане за трансмасне киселине добијене из бурага и из тог разлога, главна масна киселина добијена од преживара, коњугована линолна киселина, није укључена у израчунавање транс масти на етикети хране.

## Масти у ентералним производима
Масти, првенствено ТГ, чине 20-40% енергије у ентералним производима за појединце који нису у стању да конзумирају довољне количине хране да задовоље своје енергетске потребе. Клинички, липиди представљају главни извор енергије за парентерално (интравенозно) храњење особа које не могу да једу храну орално.

## Дефицит масти
Масти у исхрани су важан извор енергије и ако дође до недовољног уноса (заједно са неадекватним протеинима и угљеним хидратима), појединац ће ући у негативан енергетски биланс и изгубити тежину и/или тећина неће расти. Класични недостаци н–3 и/или н–6 полинезасићених масти укључују неуролошке абнормалности, љускави осип и слаб раст. Овај ниво недостатка јавља се само код особа са тешком неухрањеношћу/гладовања и/или хроничне малапсорпције масти, као што је цистична фиброза, инсуфицијенција панкреаса или оштећена црева.

## Токсичност/здравствени ризици
Појединци имају капацитет да се прилагоде широком спектру уноса масти. Већи унос масти, првенствено СФА, повезан је са повећаним ризиком од гојазности, дијабетесом типа 2, коронарне болести срца и рака.
Недавна истраживања, која произилазе из популарности дијета са ниским садржајем угљених хидрата и високим садржајем масти, изазивају неке од ових забринутости у вези са високим уносом масти и високим уносом СФА и ризиком од болести.
Низак унос и/или неуравнотежене пропорције н–6 и н–3 масних киселина повезан је са повећаним ризиком од многих хроничних болести, као што су рак и кардиоваскуларне болести (КВБ).